# Sáhreza
Sáhreza (perzsa nyelven شهرضا.) város Iránban, Iszfahán tartományban, közigazgatási központ. A tartomány hatodik legnagyobb városa, textilipari Központ.

## Leírása
Az 1990 méter tengerszint feletti magasságban fekvő város híres búcsújáró hely és messze földön ismert vásárváros, színes bazársorral.
A 2006-ban végzett népszámláláskor lakossága 108.299 fő volt. A nemzeti összetételben a perzsák dominálnak, a vallási összetétel szerint a muszlim shiiták.
A város ékessége a pompás kupolájú szép mecset, amelynek képét karavánszerájával együtt egy vízmedence tükrözi vissza.

## Galéria

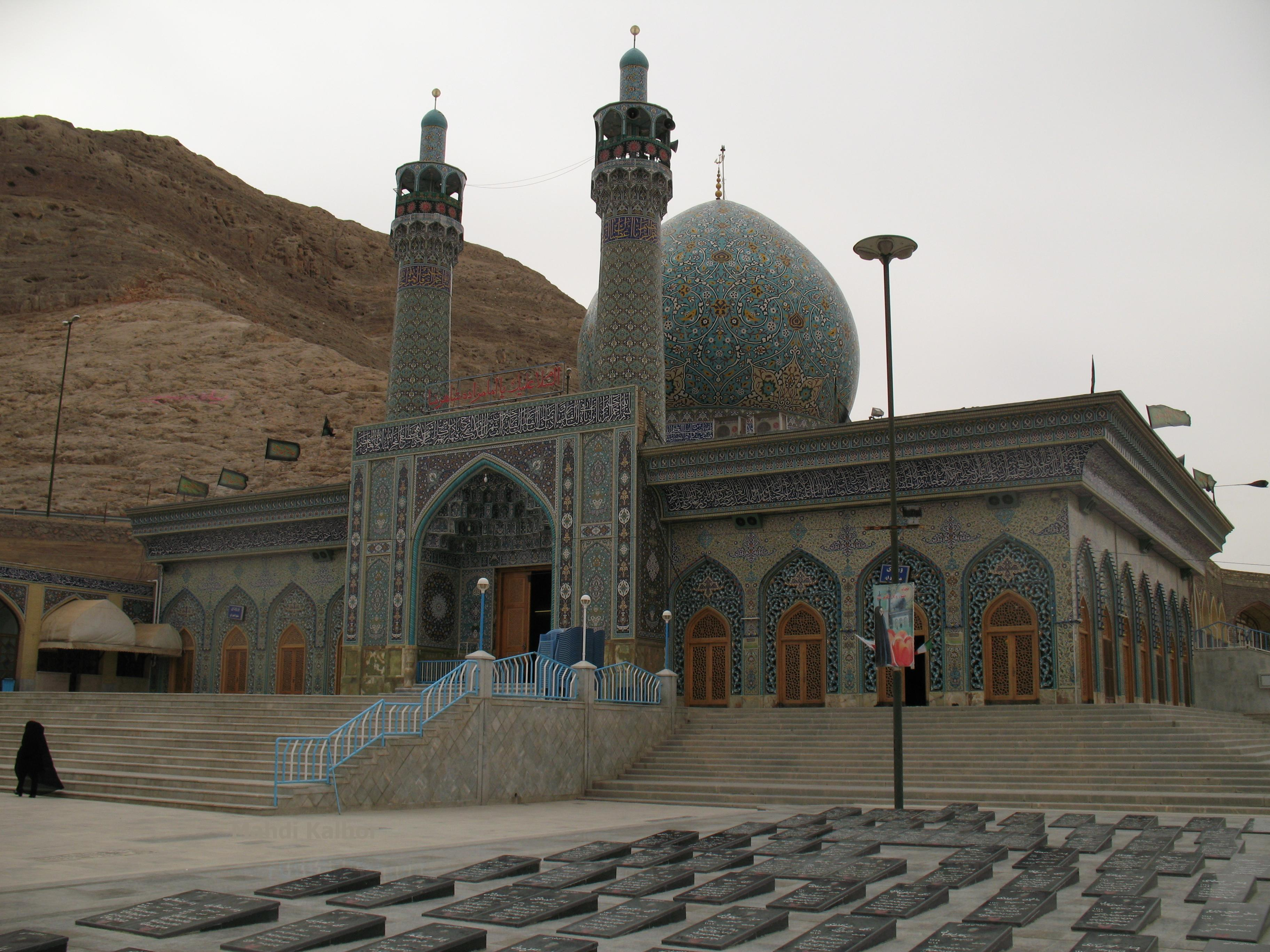
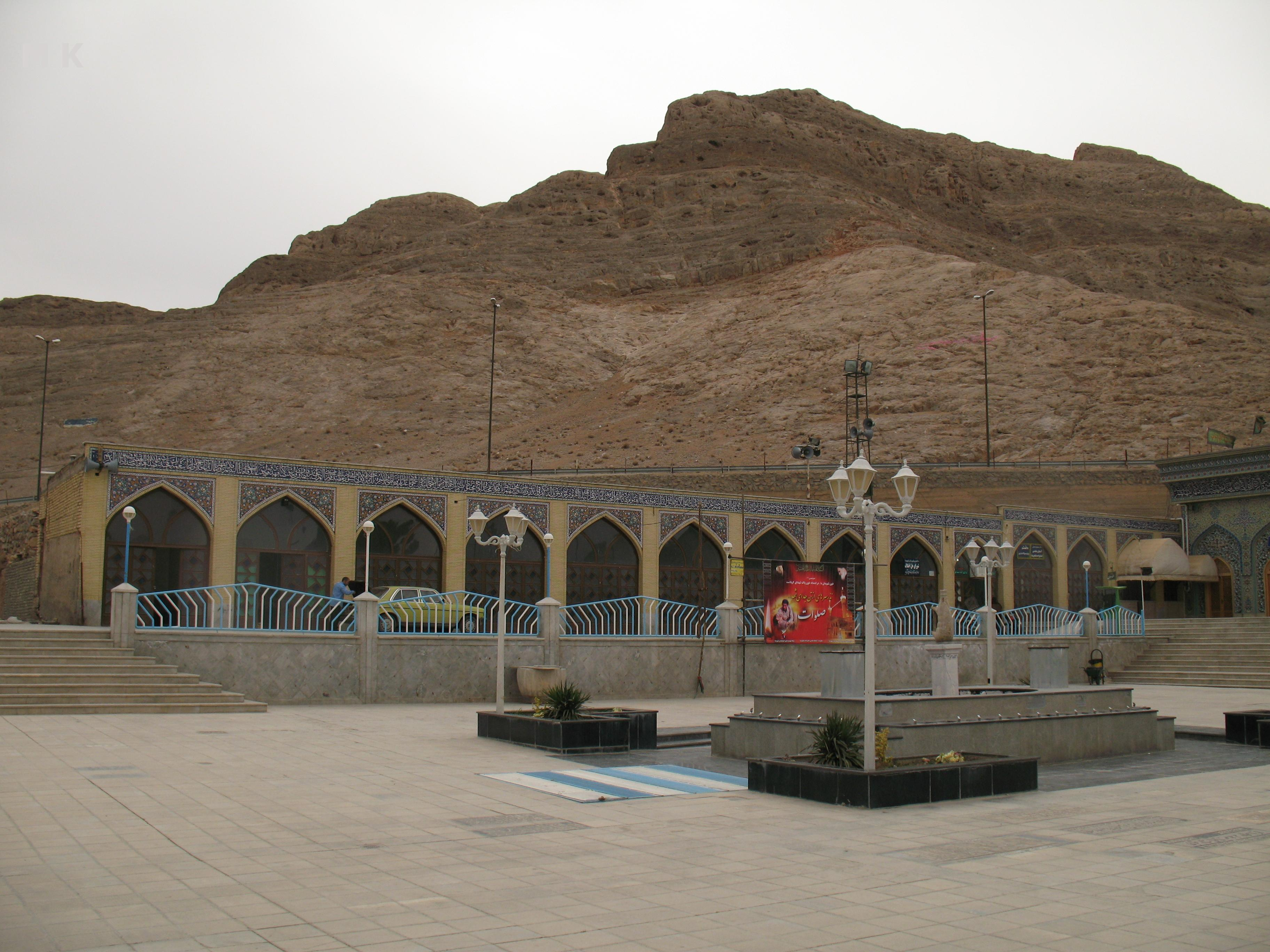
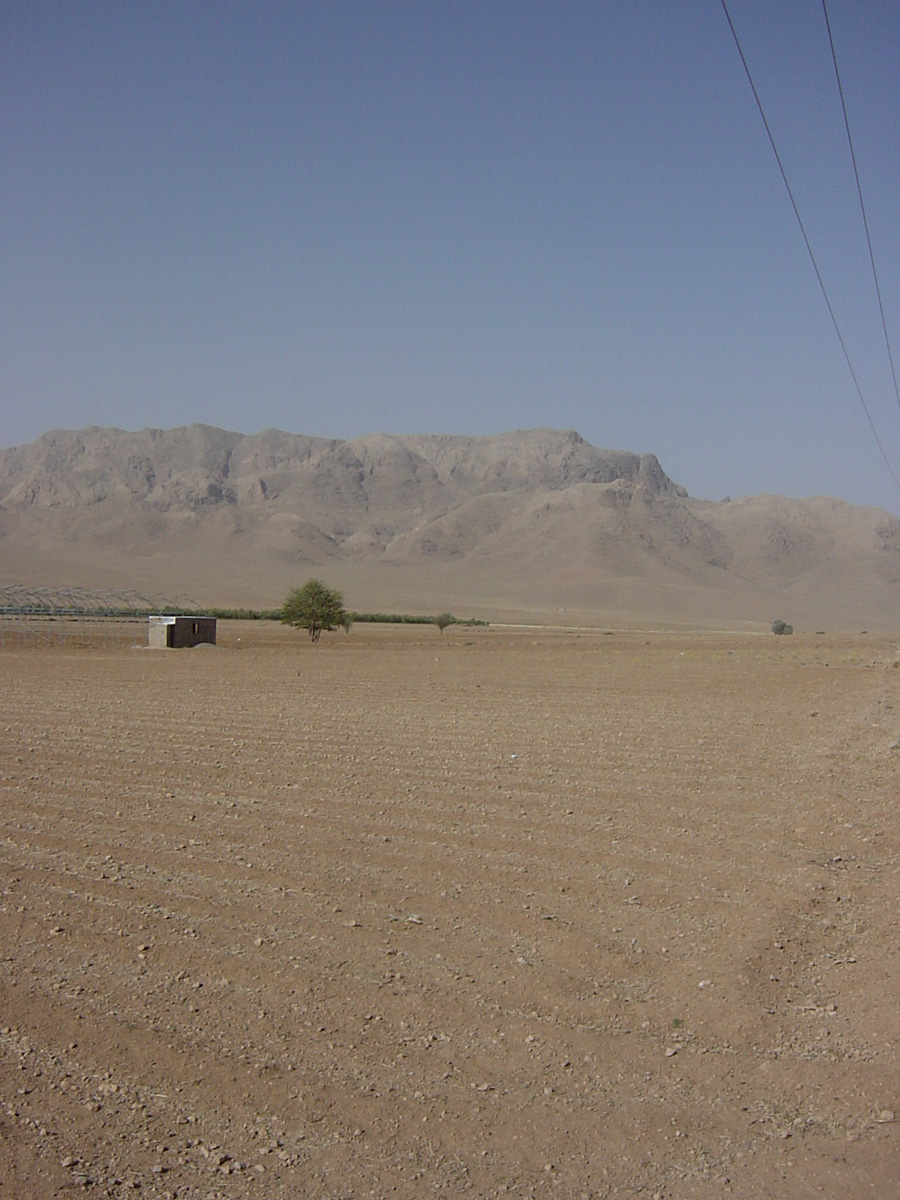

## Nevezetességek
- Mecset
- Bazársor